# Pozzuolo del Friuli
Pozzuolo del Friuli ( Puçui en frioulan) est une commune italienne d'environ 6 920 habitants (2021), de la province d'Udine dans la région autonome du Frioul-Vénétie Julienne en Italie.

## Administration
| Période                                  | Période | Identité | Étiquette | Qualité |
| ---------------------------------------- | ------- | -------- | --------- | ------- |
|                                          |         |          |           |         |
| Les données manquantes sont à compléter. |         |          |           |         |

### Hameaux
Pozzuolo del Friuli, Zugliano, Terenzano, Cargnacco, Sammardenchia, Carpeneto

### Communes limitrophes
Basiliano, Campoformido, Lestizza, Mortegliano, Pavia di Udine, Udine